# Smedtrast
Smedtrast (Turdus subalaris) är en fågel i familjen trastar inom ordningen tättingar.

## Utseende och läte
Smedtrasten har gråbrun ovansida och ljust gråaktig undersida, med tydligt streckad vit strupe, gul näbb och gula been. Honan är överlag brunare. Sången är rätt annorlunda från andra trastar, med ljusa toner uppblandade med mer melodiska.

## Utbredning och systematik
Fågeln förekommer från södra Brasilien (Goiás, Mato Grosso, Paraná) till Paraguay och nordöstra Argentina. Tidigare betraktades smedtrast och skiffertrast som samma art, T. nigriceps, och vissa gör det fortfarande. De skiljer sig dock åt både genetiskt, i utseende och i läten.

## Levnadssätt
Smedtrasten hittas i skogar, igenväxande marker och plantage. Den ses vanligen i de mellersta och översta skikten.

## Status och hot
Arten har ett stort utbredningsområde, men tros minska i antal, dock inte tillräckligt kraftigt för att den ska betraktas som hotad. Internationella naturvårdsunionen IUCN listar arten som livskraftig (LC).

## Namn
Arten har på svenska tidigare kallats östlig skiffertrast. Den har dock tilldelats nytt namn efter studier visat att den inte är nära släkt med arten som tidigare kallades bergskiffertrast, nu förkortat till enbart skiffertrast.